# Peter Schram
Peter Ludvig Nicolai Schram (født 5. september 1819 i København, død 1. juli 1895 sammesteds) var en dansk operasanger (bas).
Han var elev ved Giuseppe Sibonis musikkonservatorium 1831 og fik sin debut i 1841 på Det Kongelige Teater. I en menneskealder en af teatrets mest elskede sangere i roller som Mefistofeles i Faust, Leporello i Don Juan og Bartolo i Barberen i Sevilla. Han blev udnævnt til kongelig kammersanger i 1866. Han optrådte sidste gang på Det kgl. Teater 75 år gammel som Rasmus Skytte i Gulddaasen 2. april 1895.
Schram blev Ridder af Dannebrog 1860, Dannebrogsmand 1892 og modtog Fortjenstmedaljen i guld 1884. Han er begravet på Vestre Kirkegård.

## Diskografi
- Den siste sångarfursten = The last singing despot. Caprice CAP 21586 (4 cd). 1998. - Fra: Don Giovanni, akt 1 (Mozart): Sjælden Penge = Notte gi ; Listearian = Madamina. Indspillet 1889 på voksrulle. Overførsel 1936 til grammofonplade.

## Eksterne links
- Peter Schram på gravsted.dk
- H. C. Andersens dagbøger (Webside ikke længere tilgængelig)

- Wikisource har kildemateriale til denne artikel hentet fra Biografi i Brandes, Edvard: Dansk Skuespilkunst. Portrætstudier